# LGBT práva na Svaté Heleně, Ascensionu a Tristanu da Cunha
Lesby, gayové, bisexuálové a translidé (LGBT) se na Svaté Heleně, Ascensionu a Tristanu da Cunha mohou setkávat s jistými právními komplikacemi, s nimiž se většinové obyvatelstvo nesetkává. Mužská i ženská stejnopohlavní sexuální aktivita je na Svaté Heleně, Ascensionu a Tristanu da Cunha, ale nelze s jistotou říci, že mají páry tvořené osobami stejného pohlaví a domácnosti jimi tvořené stejnou právní ochranu jako páry různopohlavní.

## Zákony proti homosexualitě
Stejnopohlavní sexuální styk je na území Svaté Heleny, Ascensionu a Tristanu da Cunha legální.

## Ochrana před diskriminací
Ústava Svaté Heleny, Ascensionu a Tristanu da Cunha zakazuje od roku 2009 veškerou diskriminaci jiných sexuálních orientací.

## Stejnopohlavní soužití
31. května 2016 schválila Rada ostrova Ascension návrh novely manželského zákona umožňující sňatky osob stejného pohlaví v poměru hlasů 5:0. Následně jej podepsal i guvernér a zveřejnil 20. června. Tento nový zákon se však může stát účinným teprve, až Legislativní rada Svaté Heleny zruší svůj vlastní manželský zákon z roku 1851..
27. dubna 2016 oznámila Výkonná rada Svaté Heleny svůj záměr veřejné konzultace novely manželského zákona, která, pokud projde, umožní homosexuálním párům uzavírat sňatky. Konzultace byla naplánovaná na nejpozdější den 25. května.15. června bylo zjištěno, že většina respondentů podporuje stejnopohlavní manželství.

## Souhrnný přehled
| Legální stejnopohlavní styk                                                             | (2001)                                          |
| Stejný věk legální způsobilosti k pohlavnímu styku pro obě orientace                    | Yes                                             |
| Anti-diskriminační zákony v zaměstnání                                                  | (2009)                                          |
| Anti-diskriminační zákony v přístupu ke zboží a službám                                 | (2009)                                          |
| Anti-diskriminační zákony v ostatních oblastech (homofobní urážky, zločiny z nenávisti) | (2009)                                          |
| Stejnpohlavní manželství                                                                | / (Na Ascensionu od roku 2016 - zatím neúčinné) |
| Stejnopohlavní soužití                                                                  | / (Na Ascensionu od roku 2016 - zatím neúčinné) |
| Adopce dítěte partnera                                                                  |                                                 |
| Společná adopce dětí stejnopohlavními páry                                              |                                                 |
| Gayové a lesby smějí otevřeně sloužit v armádě                                          | (2000)                                          |
| Možnost změny pohlaví                                                                   | (2013)                                          |
| Přístup k umělému oplodnění pro lesbické ženy                                           |                                                 |
| Náhradní mateřství pro gay páry                                                         | No                                              |
| MSM smějí darovat krev                                                                  | No                                              |